# Lingua franca nova
La Lingua Franca Nova (LFN o elefen) es una lengua construida creada por C. George Boeree de la Universidad de Shippensburg, en Pensilvania. Se basa en el francés, el italiano, el portugués, el castellano y el catalán. Su gramática es la de un criollo latino, muy simplificado, pero es tan expresiva como una lengua natural.
Tiene varias cualidades, entre las que cabría destacar un limitado número de fonemas, una ortografía fonética (es decir, se escribe como se pronuncia), una gramática totalmente regular y un diseño que acepta con naturalidad los neologismos técnicos del latín y del griego.
Desde su creación, la lingua franca nova tiene una literatura compuesta por textos originales y traducidos. La aventuras de Alisia en la pais de mervelias (en español, Las aventuras de Alicia en el país de las maravillas ) es el primer libro publicado en lingua franca nova.

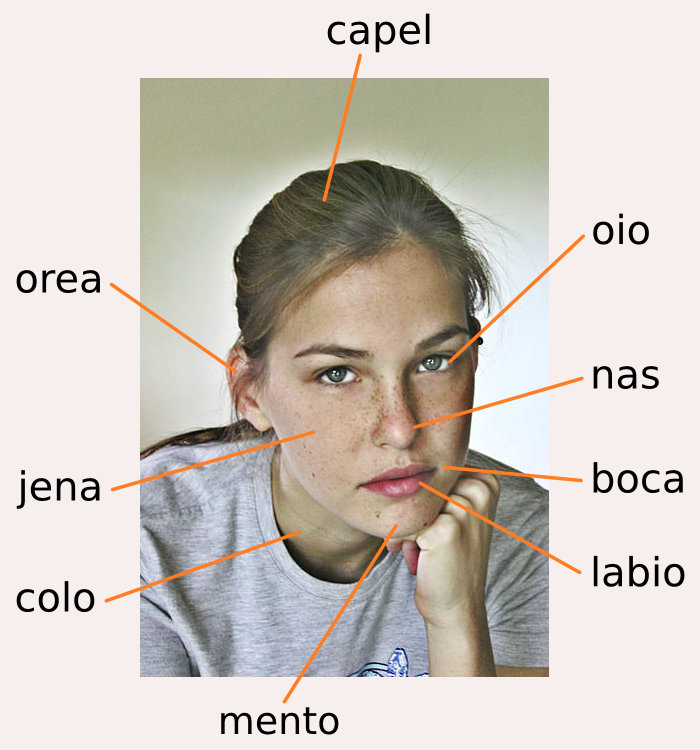
Vocabulario básico de la cara en Lingua Franca Nova.

## Historia
C. George Boeree (1952-2021) comenzó a trabajar en ella en 1965. Su objetivo era crear una lengua internacional que fuera simple y similar a los idiomas criollos. Tenía en mente el sabir o lingua franca, un pidgin utilizado en el entorno mediterráneo desde el siglo XIV hasta bien entrado el XIX. Se basó en cinco lenguas neolatinas ya cercanas entre sí (el francés, el italiano, el portugués, el español y el catalán). La LFN hizo su aparición en Internet en 1998. 
Una de las diferencias más importantes de esta lengua es el papel que tuvieron y tienen los hablantes puesto que la comunidad contribuyó significativamente a su evolución. 
En 2002, un tal Bjorn Madsen inició un grupo Yahoo!. Stefan Fisahn creó también un wiki dedicado a esta lengua en 2005 que hoy cuenta con más de 1300 páginas y 13 000 ediciones. 
Existe una revista mensual llamada Orizones Nova (‘nuevos horizontes’) de interés general, publicada por David McLeod desde 2006 hasta finales de 2007. Presentaciones y otros textos están disponibles en doce lenguas. Se encuentran también varios diccionarios, un tutorial y distintos textos (originales y traducciones). 
Se pueden encontrar introducciones a la lengua y gramáticas en doce idiomas, aunque no todas son buenas traducciones, por eso los miembros de su comunidad aconsejan estudiarlo principalmente en inglés o en español. El diccionario más completo (LFN - Inglés) fue confeccionado por Simon Davies, y tiene cerca de 10 000 entradas. También, es posible encontrar pequeños diccionarios en diferentes lenguas que son de buena calidad.
La Wikipedia en lingua franca nova fue aprobada el 22 de diciembre de 2017, y se creó de forma definitiva el 18 de abril de 2018.
Un día triste para la lengua fue la muerte del autor, C. George Boeree, el 5 de enero de 2021.

## Comunidad
Según el diccionario de lingua franca nova (LFN), un elefenista es un partidario o hablante del idioma.
Su comunidad de hablantes activos es de unos 100, mientras que se calcula en 200 aquellos que lo pueden comprender aunque no hablar correctamente.
Entre los elefenistas más importantes destacan:
- C. George Boeree (1952-2021), creador del idioma y principal editor de la Wikipedia en lingua franca nova.
- Simon Davies, uno de los principales desarrolladores del idioma. Es también el principal traductor a este idioma[9] y el autor del primer libro publicado en lingua franca nova.
- Vicente Costalago es el iniciador de la Wikipedia en lingua franca y autor de muchas plantillas y artículos en ella. Ha escrito numerosas obras en este idioma, como la primera novela original o el Disionario de mitolojia clasica.
- Daniel Alegretti, traductor del primer texto escrito en la lengua, Colinas como elefantes blanca.
- Jean-Claude Caraco, quien escribió bajo el pseudónimo "Sunido", fue uno de los principales escritores en este idioma. Murió en 2015.
- Harri Savolainen fue quien tradujo La fem joven veni de sua amor y Wini-la-Pu a elefen. También creó el "dialecto" lingwa franka moderna.
- Guido Crufio, autor de muchas poesías originales.
- Patrick Chevin, traductor de poesías francesas de los siglos XIV al XX y creador del dialecto "elefanto".
- Dave MacLeod, traductor de Sun Tzu y de "Orizones Nova".
- Brian Mansberger, autor del libro Encontra la familia.[10]
- Michel Gaillard, traductor de canciones al idioma,[11] quien ha completado los diccionarios elefen-francés y elefen-italiano.[12]

## Gramática

### Pronunciación y ortografía
Tiene una ortografía fonética y se escribe mediante 22 letras del alfabeto latino:
| Latino  | a     | b   | c   | d   | e     | f   | g   | h   | i     | j   | l   | m   | n     | o     | p   | r   | s   | t   | u     | v   | x   | z   |
| IPA     | [a~ɑ] | [b] | [k] | [d] | [e~ɛ] | [f] | [ɡ] | [h] | [i/j] | [ʒ] | [l] | [m] | [n/ŋ] | [o~ɔ] | [p] | [r] | [s] | [t] | [u/w] | [v] | [ʃ] | [z] |
| Nomcres | a     | be  | ce  | de  | e     | ef  | ge  | hax | i     | je  | el  | em  | en    | o     | pe  | er  | es  | te  | u     | ve  | ex  | ze  |
K, Q, W e Y no aparecen en los nombres comunes. Se utilizan para conservar la forma original de los nombres propios así como de los nombres escritos en lenguas extranjeras.
La H no es común pero se puede encontrar en nombres técnicos y culturales.

### Sustantivos
Los sustantivos suelen ser introducidos por determinantes, y pueden ir seguidos de adjetivos y de grupos preposicionales, para crear un grupo nominal. Los sustantivos representan los objetos físicos, tales como personas, lugares o cosas pero igualmente representan conceptos abstractos, similares gramaticalmente.
Para formar el plural se añade -s al sustantivo. Si el sustantivo en singular termina en consonante, se añade -es. La terminación del plural no modifica la acentuación de la palabra:
- gato, gatos – gatos, gatos
- om, omes – hombre, hombres

Los adjetivos, que modifican a un sustantivo, no cambian en plural. Pero si los empleamos como sustantivos, se debe añadir la marca de plural cuando sea necesario:
- la bones, la males, e la feas – los buenos, las malas y las feas
- multe belas – muy bonito/bonita

Algunos sustantivos, plurales en otras lenguas, son singulares en elefen:
- El regarda un sisor con un binóculo. – Él mira unas tijeras con unos prismáticos.
- On usa un bretela per suporta sua pantalon. – Se utilizan los tirantes para sujetar los pantalones.
- Me ia compra esta oculo de sol en Nederland. – Compré estas gafas de sol en los Países Bajos.

Los sustantivos no suelen indicar su género. Para distinguirlos, se utilizan los adjetivos mas y fema:
- un cavalo mas – un caballo
- un cavalo fema – una yegua

Sin embargo, para algunos nombres de parentesco, el masculino toma una -o y el femenino una -a:
- avo, ava – abuelo, abuela
- fio, fia – hijo, hija
- sposo, sposa – esposo, esposa
- xico, xica – chico, chica

Pero para algunas parejas se utilizan nombres diferentes para cada sexo:
- cavalor, dama – caballero, dama
- dio, diva – dios, diosa
- senior, seniora – señor, señora

### Determinantes
Un determinante es una palabra que modifica un sustantivo para describir su identidad y su cantidad. Aparte de la -s del plural (que es considerado como un determinante en elefen), los determinantes se colocan siempre delante del sustantivo.
La lingua franca nova tiene dos predeterminantes: tota (“todo” o “todos”) y ambos.
- Tota linguas es asurda. – Todas las lenguas son absurdas.
- Ambos gamas es debil. – Las dos piernas son débiles.

El elefen posee dos artículos – el artículo determinado la, y el artículo indeterminado un.
- Me ia compra un casa. La casa es peti. – Compré una casa. La casa es pequeña.
- Me vole leje un libro. – Quiero leer un libro.

La lingua franca nova tiene dos demostrativos: esta (“este/esta/estos/estas”), que designa siempre alguna cosa cercana al interlocutor, ya sea física o metafóricamente; y acel, que significa “aquel/aquella/aquellos/aquellas”. Se parece a la, pero designa una cosa lejana del interlocutor o, al menos, más alejada que la que representa esta.
- Me posese esta casa. – Poseo esta casa.
- Acel xico regarda acel xicas. – Aquel chico mira a aquellas chicas.

La lingua franca nova tiene dos interrogativos: cual, que hace una pregunta de identidad o especie; y cuanto, que se utiliza con un sustantivo contable o no contable:
- Cual animal es acel? – ¿Qué animal es aquel?
- Cual pinta tu prefere? – ¿Qué pintura prefieres?
- Cuanto casas es en tua strada? – ¿Cuántas casas hay en tu calle?
- Cuanto pan tu pote come? – ¿Cuánto pan puedes comer?

La lingua franca nova tiene cinco determinantes de selección:
- cada – cada
- cualce – no importa cual
- alga – algo, una cierta cantidad, un poco de
- no – nada de, ni
- sola – sólo, sola, solos, solas

Ejemplos:
- Cada can ave un nom. – Cada perro tiene un nombre.
- Prende cualce carta. – Elige una carta (cualquiera, no importa cuál).
- Me ia leje acel en alga libro. – Lo leí en un libro (cualquiera).
- Alga cosa es rompeda. – Algo se ha roto.
- Me ave no arbores en mea jardin. – No tengo árboles en mi jardín.
- El es la sola dotor en la vila. – Es el único médico en la ciudad.

Los adjetivos posesivos son mea, tua, nosa, y vosa:
- Mea gato ia come un mus. – Mi gato se comió un ratón.
- Me gusta multe tua dansa. – Me encanta el baile.
- Nosa ecipo va gania la premio. – Nuestro equipo va a ganar el premio.

También se puede indicar la posesión con una frase de me:
- Acel es la casa de tu. – Aquella es tu casa.

La tercera persona es el adjetivo posesivo sua, sin importar que el pronombre equivalente sería el, lo, los, on o se:
- La ipopotamo abri sua boca. – El hipopótamo abre la (su) boca.
- Nos regarda sua dentes. – Nos fijamos en sus dientes.

Los cuantitativos permiten expresar la cantidad que es indicada por el sustantivo. Los principales son multe, poca, plu y min:
Multe significa “muchos”:
- Esta casa sta ja asi tra multe anios. – Esta casa ha estado aquí durante muchos años.

Poca es lo contrario de multe, e indica una pequeña cantidad. Significa “poco”:
- Me reconose poca persones. – Reconozco algunas personas (en realidad, no muchos).

Plu significa “más”:
- Tu ave plu libros ca me. – Usted tiene más libros que yo.

Min es lo contrario de plu, y significa “menos”:
- Me desira min vejetales ca el. – Quiero menos verdura que ella.

Otros cuatro determinantes conciernen la similitud o la diferencia:
La mesma significa “el/la/las misma(s)”. Normalmente, no se puede omitir la palabra la, a pesar de que se puede cambiar por esta o acel:
- Tu porta la mesma calsetas como me. – Llevas los mismos calcetines que yo.
- La gera ia comensa en la mesma anio. – La guerra estalló el mismo año.
- Nos va reveni a esta mesma tema pos un semana. – Volveremos sobre este tema en una semana.

Otra significa “otro(s)” o “aún uno o algunos”.
- Nos ave aora esta tre otra problemes. – Tenemos otros problemas ahora.

Tal significa “tal(es)” – de tal o tal especie:
- Me construi un macina de tempo. – Estoy construyendo una máquina del tiempo.
  - Tal cosas es nonposible. – Este tipo de cosas son imposibles.

Propre indica la pertenencia de la cosa por el nombre a su poseedor. Es especialmente útil después de la determinante sua para aclarar que el significado es reflexivo: la cosa indicada pertenece al sujeto de la frase:
- Me propre idea es an plu strana. – Mi propia idea es aún más extraña
- El ia trova la xarpe de sua sposo e ia pone lo sirca sua propre colo. – Encontró la bufanda de su marido y se la puso alrededor de su propio de cuello.

Los determinantes siguen el siguiente orden:
1. Los predeterminantes tota y ambos, cuando aparecen, se colocan delante de todos los demás.
2. Luego vienen los artículos, los demostrativos, los interrogativos, determinantes de selección, o los posesivos. Normalmente hay sólo uno de estos determinantes en un sintagma nominal.
3. A continuación, se pueden encontrar cuantitativos o determinantes de similitud. Un determinante de similitud es nunca la primera palabra de un grupo nominal contable singular. Siempre va precedido de otro determinante, o de dos, si uno de ellos es un predeterminante (por ejemplo tota la otra libro).
4. Los adjetivos bon y mal, a pesar de que no son determinantes, por lo general se colocan delante del sustantivo y después de todos los determinantes.

Por ejemplo:
- El ia colie sua poca posesedas e parti. – Recogió sus escasas pertenencias y se fue.
- Un otra problem es la manca de aira fresca asi. – Otro problema es la falta de aire fresco aquí.
- Nos no ia tradui ancora acel otra cuatro frases. – Todavía no hemos traducido aquellas cuatro frases.
- Tota la omes ia vade a la costa. – Todos los hombres fueron a la costa.

### Pronombres
Los pronombres personales son los siguientes:
- me – yo, mi, me
- tu – tú, ti, te, su, usted
- el – él, ella, ello, le, la, lo (una persona)
- lo – él, ella, ello, le, la, lo (una cosa)
- nos – nosotros, nos
- vos – vosotros, vosotras, ustedes, sus
- los – ellos, ellas, les, las, los, sus

Los pronombres posesivos (“el mío”, “el tuyo” etc.) son los determinantes posesivos (“mi”, “tu” etc.), precedidos por la:
- Me ia trova mea libros, ma tu no ia trova la tuas. – He encontrado mis libros; pero tu no has encontrado los tuyos.
- Lo es ance plu grande ca la mea. – También es más grande que el mio.
- No toca acel jueta! Lo no es la tua. – No toques ese juguete. No es tuyo.

Los principales pronombres determinantes son:
- tota, totas – todo, toda, todos, todas
- ambos – ambos (los dos)
- esta, estas – este, esta,estos,estas
- acel, aceles – aquel, aquella, aquellos, aquellas
- cualce – el cual, la cual, los cuales, las cuales
- cada – cada uno, cada una
- alga – algún, alguna, algunos, algunas
- cual – cuál, cuáles, qué
- multe – mucho
- poca – poco
- plu – más
- la plu – la mayoría, la mayor parte
- min – mínimo
- la min – el mínimo
- un/la otra, (la) otras – otro, otra, otros, otras
- la mesma, la mesmas – el mismo, la misma
- un tal, tales – uno de esos, uno de ellos, uno tal

Elefen tiene dos pronombres interrogativos:
- cual? – ¿cuál? (= cual cosa?) o ¿qué?
- ci? – quién? (= cual person?)

Ci solamente es pronombre, y no puede usarse como determinante.
Cual es principalmente un determinante, pero también se usa a menudo como pronombre, si se acepta el pequeño riesgo de que expresiones tales como cual veni de Italia puedan ser malinterpretadas.
Ejemplos:
- Cual tu gusta? – ¿Cuál te gusta?
- Cual tu prefere, la rojas o la verdes? –¿Cuáles prefieres: las rojas o las verdes?
- Ci vole es un milionor? – ¿Quién quiere ser millonario?
- Tu vade a la sinema con ci? – ¿Con quién vas al cine?

Cual y ci funcionan también como pronombres relativos, introduciendo una proposición relativa:
- cual – que
- ci – quien (= la person cual…)

El pronombre relativo para una persona o un animal es ci. El pronombre relativo para una cosa es cual:
- Esta es la fem de ci me ia compra mea auto. – Esta el la mujer a la cual compré mi coche.
- La fem de ci me ia oblida sua nom es denova a la porte. – La mujer de quien me olvide su nombre está de nuevo en la puerta.
- A, vide la patetas ci segue sua madre! – ¡Oh, mirad los patitos siguiendo a su madre!
- La libro cual me leje es tro longa. – El libro que leo es muy largo.

Hay cuatro pronombres especiales para indicar las personas. Sólo se usan en singular:
- algun – alguno (= alga un, alga person)
- cualcun – cualquiera (= cualce un, cualce person)
- cadun – cada uno (= cada un, cada person)
- nun – nadie (= no un, no person)

Los correspondientes de algun, cualcun, cadun y nun para las cosas son alga cosa (algo), cualce cosa (cualquier-a), cada cosa (cada cosa) y no cosa (nada).
Normalmente los pronombres no son modificables por determinantes o adjetivos, pero pueden ser modificados por grupos preposicionales:
- Nos en la sindicato esije plu diretos. – Reivindicamos más derechos en el sindicato.
- Tota de la lenio es danada. – Todo la madera está estropeada.
- La plu de esta linguas es difisil. – La mayor parte de esas lenguas son difíciles.

### Adjetivos
Un adjetivo es una palabra que modifica el sentido de un sustantivo. Representa las cualidades de lo que es indicado por el sustantivo.
En elefen, los adjetivos no varían en género ni en número. La mayor parte de los adjetivos se colocan detrás del sustantivo al que modifican con excepción de bon (“bueno/a”) y mal (“malo/a”):
- un bon can – un buen perro
- la mal enfante – el niño malo

Se forman los adjetivos de comparación añadiendo los adverbios plu (“más”) y min (“menos”). “Que” es ca en elefen:
- La cosina es plu calda ca la jardin. – La cocina es más calurosa que el jardín.
- Esta leto es min comfortosa ca me ia previde. – Esta cama es menos confortable de lo que pensaba.

Se forman los adjetivos superlativos añadiendo los adverbios la plu (“el más”) y la min (“el menos”):
- La sol es la ojeto la plu calda en la sistem solal. – El sol es el astro más caliente del sistema solar.
- El ia ave un fia la plu bela en la mundo. – Tenía un hija, la más bella del mundo.

Se puede combinar un ordinal con la construcción superlativa:
- Vega es la stela sinco la plu briliante en la sielo de note. – Vega es la quinta estrella más brillante en el firmamento.
- El ia deveni la om tre de la plu ricas en la mundo. – Se convirtió en el tercer hombre más rico del mundo.

Los comparativos de igualdad se forman con la combinación tan… como… (“tan… como…”):
- La arbor ia es tan alta como un casa. – El árbol es tan grande como la casa.

### Adverbios
La lingua franca nova no tiene una forma específica de marcar los adverbios. En vez de eso, se puede usar cualquier adjetivo como adverbio al colocarlo detrás de un verbo o al principio de una frase. Los adverbios que modifican a otros adjetivos se colocan antes del adjetivo que modifican:
- La om ia studia atendosa la testo. – El hombre estudió detenidamente el texto. (modificando al verbo)
- Me no oia multe bon tu. – No puedo oírte muy bien. (“multe” modifica “bon”, y “multe bon” modifica “oia”)
- On ia escava un buco direta ante mea porte. – Cavaron un agujero justo en frente de mi puerta. (modificando a una preposición)
- Sola la manico es rompeda. – Sólo el mango está roto. (modificando al sintagma nominal)
- Strana, el ia porta un balde de pexes. – Curiosamente, él llevaba un cubo de pescado. (modificando una frase)
- Surprendente, el es un xico multe bon. – Sorprendentemente, es un muy buen chico.

Algunos adverbios no derivan de otros adjetivos, son los adverbios primarios:
- apena – apenas
- cisa – quizá, tal vez
- cuasi – casi
- tan – tan (hasta tal punto)
- tro – demasiado (en exceso)
- asi – aquí
- ala – ahí, allí, allá
- an – incluso (contrariamente a lo esperado)
- ance – también
- ancora – aún, todavía
- aora – ahora
- alora – entonces (en este momento)
- denova – otra vez, de nuevo
- ja – ya
- nunca – nunca
- sempre – siempre
- ier – ayer
- oji – hoy
- doman – mañana

### Verbos
En lingua franca nova no se conjugan los verbos, para expresar el tiempo, el modo y el aspecto se usan los preverbos.
| Tiempo     | Preverbo |
| ---------- | -------- |
| Presente   | -        |
| Pasado     | ia       |
| Futuro     | va       |
| Hipotético | ta       |

El presente usa el verbo simple. Se usa también para hechos y estados habituales, fenómenos de la naturales y como "tiempo histórico" en textos que claramente ocurren en el pasado:
- El come. - Él come-
- La sol leva en la este. - El sol sale por el este.
- Me labora a la universia. - Trabajo en la universidad.

El pasado se indica con el preverbo ia:
- El ia come. - El comió.
- La clima ia es plu fria en la edas glasial. - El clima era más frío en la era glacial.

El futuro se indica con el preverbo va:
- El va come. - Él comerá, él va a comer.
- La clima va es plu calda en la futur. - El clima será más cálido en el futuro.

La lingua franca nova tiene la partícula ta, que indica el irrealis y su uso equivale en otros idiomas a un modo dependiente o al subjuntivo:
- Me duta ce el ta vade. - Dudo que vaya.
- Me ta es felis si la sol ta brilia. - Sería feliz si brillara el sol.

Para indicar una dependencia pasado, cuando no es evidente otra indicación del pasado, se puede usar ia ta:
- Me ia ta es un bon re. - Habría sido un buen rey.

Ta también se usa en la expresión ta ce, que expresa un deseo del hablante:
- Ta ce la re vive longa! - ¡Que viva el rey!
- Ta ce nos vade! - ¡Ojalá vayamos!

Alga averbos, verbos presedente, e preposadas ajunta esatia a la tempos. Per esemplo:
Algunos adverbios, verbos precedentes y preposiciones añaden exactitud a los tiempos, por ejemplo:
- Me ia come ante aora.
- Me ia come plu temprana.
- Me ia fini leje la libro.
- Me ia comensa leje la libro.
- Me come aora.
- Me va come pos alora.
- Me va come plu tarda.
- Me va come pronto.

Para expresar los tiempos compuestos (el aspecto perfecto), se utiliza ja:
- Me ia come ja. - Ya he comido.
- El ia fini ja sua laboras cuando nos ia ariva. - Acabó/Había acabado sus deberes cuando llegamos.

La nega es indicada par ajunta no ante la paroleta de tempo o (en la tempo presente) la verbo. Un nega plu forte es indicada par la averbo nunca pos la verbo:
La negación se expresa añadiendo no delante del preverbo o, en el presente, del verbo.
- Me no come pan. - No como pan.

### Preposiciones
Una preposición es una palabra especial que introduce un grupo nominal, formando una frase preposicional. Una frase preposicional normalmente modifica un sustantivo, pronombre, adjetivo, adverbio o puede modificar una frase completa. La preposición indica como el sintagma nominal se refiere a la estructura contenida, mostrando la función que tiene en la modificación.
El elefen tiene 22 preposiciones: a, ante, asta, ca, como, con, contra, de, en, entre, estra, longo, par, per, pos, sin, sirca, su, supra, sur, tra, ultra

### Conjunciones
La lingua franca nova tiene dos tipos de conjunciones: coordinantes y subordinantes.
Una conjunción coordinante une dos componentes del mismo tipo, produciendo un componente más largo del mismo tipo. Por ejemplo, dos frases nominales unidas por e forman una frase nominal más larga. Hay cuatro conjunciones coordinantes:
- e – y (ambos componentes son igualmente válidos)
- o – o (uno de los componentes es válido, eventualmente el otro también)
- no – no, y no, pero no (el primer componente es válido, el segundo no)
- ma – pero (ambos componentes son igualmente válidos, pero contrastan entre sí)

Ejemplos:
- La om e la fem vade a la casa. – El hombre y la mujer van a la casa.
- Tu desira cafe o te? – ¿Quieres café o té?
- On ia eleje tu, no me. – Ellos te eligieron a ti, no a mi.
- Me ia conta no sola la oveas ma ance la capras. – He contado no solo las ovejas sino también las cabras.

Una conjunción subordinante une una proposición a la oración, indicando su función en la frase.
Hay tres tipos: pronombres relativos (cual y ci) adverbios interrogativos (do, cuando, cuanto, como, y perce) y conjunciones especiales (ce, esce, afin, car, si, y ca).

### Preguntas
Hay tres tipos de preguntas: aquellas que pueden ser contestadas con un simple “sí” o “no”, las que presentan una gama de opciones para elegir, y las que piden una información particular.
Además, las preguntas pueden ser directas (“¿Dónde vamos?”) o indirectas (“Te pregunté hacia dónde vamos”, “No sé lo que soy”). Las preguntas directas terminan con un signo de interrogación (?).
Una frase puede convertirse en una pregunta del tipo afirmativo/negativo mediante el uso de esce (“es cierto que…”) al inicio de la frase:
- Esce tu parla deutx? – ¿Hablas alemán?

También se puede añadir al final de la frase si? o no? .Y en las preguntas muy simples, se puede elevar el tono de la voz al final de la frase:
- Tu ia come la salada, si? – Has comido la ensalada ¿sí?
- Tu ia come la salada, no? – Has comido la ensalada, ¿no?
- Vos comprende? – ¿Me entiendes?

Otras preguntas utilizan determinantes interrogativos, pronombres o adverbios, tales como cual, ci, cuando, cuanto, como, do y perce. La palabra interrogativa se coloca al inicio de la frase, pero puede también aparecer dónde se encontraría la respuesta:
- Cual libro tu leje? = Tu leje cual libro? – ¿Qué libro lees?
- Ci es tua autor prefereda? = Tua autor prefereda es ci? –¿Cuál es tu autor preferido?
- Cual es acel musica fea? = Acel musica fea es cual? – ¿Cuál es esta música horrible?
- Cuando tu dormi? = Tu dormi cuando? – ¿Cuándo duermes ?
- Cuanto tu ia paia? = Tu ia paia cuanto? – ¿Cuánto pagaste?
- Como vos ia evade? = Vos ia evade como? – ¿Cámo te escapaste?
- Do nos es? = Do es nos? = Nos es do? – ¿Dónde estamos ?
- Perce tu core? = Tu core perce? – ¿Por qué corres ?

#### Preguntas indirectas
En la pregunta indirecta, la palabra interrogativa siempre se pone al principio de la oración subordinada:
- Vos va demanda: “Ci tu ia vide?” > Vos va demanda ci me ia vide.
  - Preguntaréis : “¿A quién viste?” > Preguntaréis a quién he visto.

Les preguntas indirectas del tipo si/no se construyen siempre con esce:
- El no sabe: “Esce los ia parti?” > El no sabe esce los ia parti.
  - No sabe: “¿Se han ido?” > No sabe si se han ido.

### Formación de palabras
En elefen, las palabras nuevas pueden crearse por la adición de prefijos o sufijos a palabras ya existentes, o combinando dos palabras en un nombre compuesto.

#### Prefijos
- Anti- significa “anti-”: sosia  →  antisosial – antisocial
- Auto- significa “auto-”: adere – adherir  →  autoaderente – autoadhesivo
- Des- significa “de(s)-” en el sentido de deshacer una acción: botoni – abotonar  →  desbotoni – desabotonar
- Inter- significa “inter-”: cambia – cambiar  →  intercambia – intercambiar
- Media- significa “media-”: note – noche  →  medianote – medianoche
- Non- significa “in-” “no”: justa – justo  →  nonjusta – injusto
- Pos- significas “pos(t)-”: graduada – graduado  →  posgraduada – posgraduado
- Pre- significa “pre-”: judi – juzgar  →  prejudi – prejuzgar
- Re- significa “re-”: comensa – comenzar  →  recomensa – recomenzar
- Su- significa “sub-” o “sus-”: consensa – consciente  →  suconsensa – subconsciente
- Supra- significa “super-” o “sur-”: computador – ordenador  →  supracomputador – superordenador
- Vis- significa “vice-”: presidente – presidente  →  vispresidente – vicepresidente

#### Sufijos
- -i es un sufijo bastante productivo:
  - se añade a sustantivos y adjetivos para formar verbos que significan “convertirse en …” “que se transforma en…”.[23] Un caso especial es el de los verbos que significan “producir” una sustancia o una “parte nueva”: arco – arco  →  arci – arquear, roja – rojo  →  roji – enrojecer
  - forma también verbos que significan “utilizar…” (esencialmente herramientas, instrumentos o aparatos), o “aplicar …” (una substancia o una convención): boton – botón  →  botoni – abotonar, telefon – teléfono  →  telefoni – telefonear
- -in se añade a un nombre para crear un adjetivo que significa “similar a …”: ami – amigo, amiga  →  amin – amigable.
- -osa se añade a un sustantivo para forma un adjetivo que significa “lleno de…” o “hecho de…”: zucar – azúcar  →  zucarosa – azucarado /en azúcar
- -al se añade a un sustantivo para formar un adjetivo que significa “que pertenece a …” o “relativo a …”: fotografia – fotografía  →  fotografial – fotográfico, nasion – nación  →  nasional – nacional
- -iste se añade a un sustantivo que denota una creencia, una religión o una filosofía para formar un adjetivo general: bigamia – bigamia  →  bigamiste – bígamo, otimisme – optimismo  →  otimiste – optimista, puria – limpieza  →  puriste – purista
- -an se añade a algunos sustantivos indicando extensión de espacio o tiempo (lugares o épocas) a fin de formar adjetivos generales: suburbe – suburbio  →  suburban – suburbano, Victoria – Victoria  →  victorian – victoriano
- -an es también uno de los cinco sufijos estándar para formar adjetivos que denotan lenguas y pueblos. Los otros cuatro son: -es, -ica, -i, y -sce: Africa – África  →  african – africano, Frans – Francia  →  franses – francés, Elas – Grecia  →  elinica – griego, Arabia – Arabia  →  arabi – árabe, Rusia – Rusia  →  rusce – ruso
- -ica se añade a un sustantivo que denota un problema médico, psicológico o similar, para formar un adjetivo que describe a una persona que tiene ese problema: catalesia – catalepsia  →  catalesica – cataléptico
- -nte se añade a un verbo para crear un participio activo, un adjetivo que significa “de tal manera que” o “hace (la acción especificada”: ama – amar  →  amante – amante
- -da se añade a un verbo para formar un participio pasivo, un adjetivo que significa “se ha hecho a él o ella”: conose – conocer  →  conoseda – conocido, conocida
- -able se añade a un verbo para hacer un adjetivo que significa “-able” “capaz de tener” o “digno de haber hecho…”: ama – amar  →  amable – amable/adorable
- -or: Cuando se añade a un verbo crea un sustantivo que significa que una persona realiza la acción especificada, a menudo, normalmente o habitualmente: aida – ayudar  →  aidor – ayudante / asistente,  tenis – tenis  →  tenisor – tenista
- -ador significa también “-ador”,[23] crea una sustantivo que significa una herramienta o máquina que realiza la acción o trabaja en la cosa especificada: caldi – calor  →  caldador – calentador
- -eria se añade a un sustantivo para formar una palabra que significa lugar, a menudo una tienda, asociada a la acción o cosa que se especifica: campana – campana  →  campaneria – campanario
- -ia equivale a “-idad” “-cia”. Forma sustantivos abstractos que sirven como nombres de cualidades: ajil – ágil  →  ajilia – agilidad
- -isme sirve para formar los nombres de las creencias en sustitución de -iste en el nombre de creyente: dauiste – taoísta  →  dauisme – taoísmo

#### Nombres compuestos
Se puede formar una palabra combinando un verbo y su objeto, en ese orden. El resultado designa una persona o una cosa que cumple la acción especificada en el objeto:
- corti, ungia – cortar, uña  →  cortiungia – cortaúñas
- covre, table – cubrir, mesa  →  covretable – mantel
- fura, bolsa – robar, bolso  →  furabolsa – carterista
- lansa, petra – lanzar, piedra  →  lansapetra – catapulta

En elefen, dos nombres consecutivos no forman un nombre compuesto. Se debe añadir una preposición entre los dos nombres. Por ejemplo:
- avia de mar – ave marína
- casa per avias –nido
- xef de polisia – comisaría de policía

## Literatura
Desde su creación la lingua franca nova tiene una literatura compuesta por textos originales y traducidos.
Algunos de los textos principales que han sido traducidos a este idioma son:
- Colinas como elefantes blanca, de Ernest Hemingway; traducido por Daniel Alegrett, 1999
- La cade de la Casa de Usor, de Edgar Allan Poe; traducido por Simon Davies, 2008
- Jigante egoiste, de Oscar Wilde; traducido por Simon Davies, 2008
- La prinse peti, de Antoine de Saint-Exupéry; traducido por Simon Davies, 2009
- Alisia en la pais de mervelias, de Lewis Carroll; traducido por Simon Davies, 2010
- Un canta de natal, de Charles Dickens; traducido por Simon Davies, 2010
- Leteras de la tera, de Mark Twain; traducido por George Boeree, 2010.
- Re Lear, de William Shakespeare; traducido por George Boeree, 2014/2016.
- Eneida, de Virgilio; traducido por Simon Davies.

### Literatura traducida
El primer texto traducido fue Colinas como elefantes blanca, de Ernest Hemingway; traducido por Daniel Alegrett en 1999. Es un ejemplo de lingua franca nova antigua:
La colinas tra la vale de la Ebro eseva longa e blanca. Esta parte no ave ombra e no arbores, e la stasion eseva entra du linias de ferovia su la sol. Prosima contra un lado de la stasion, aveva la ombra tepida de la construida e un cortina, fada de cordas de granos de bambu, pendente tra la porta abrida a en la beveria, per mantenir la moscas a estra. La american e la fia ce le acompaniava, sentava se a un tabla su la ombra, estra la construida. Eseva multe calda, e la tren rapida da Barselona venira en cuatrodes minutos. El parava se en esta stasion entra dudes minutos e partiva a Madrid.
Debemos esperar hasta 2008 para ver otros textos literarios escritos en este idioma. Esta vez, se trata de Bocragonia (la poesía Jabberwocky de Lewis Carroll) y La cade de la Casa de Usor, traducido por Simon Davies. Este elefenista ha traducido otras obras como Alisia en la pais de mervelias, traducida en 2010 y publicada en 2012, lo que la convirtió en la primera publicación en papel en esta lengua.
He aquí un extracto de Alisia en la pais de mervelias, un ejemplo de la lengua casi en su estadio final:
“A acel dirije,” la Gato dise, brandante se pedeta destra, “un Xapor abita: e a acel dirije,” brandante la otra pedeta, “un Lepre de Marto. Visita la un o la otra, como tu desira: ambos es fol.”
“Ma me no vole pasa entre persones fol,” Alisia comenta.
“O! tu no pote evita lo,” la Gato dise: “asi, tota de nos es fol. Me es fol. Tu es fol.”
“Como tu sabe ce me es fol?” Alisia dise.
“Sin duta tu es,” la Gato dise, “car si no, tu no ta veni asi.”
Simon Davies también ha traducido La prinse peti, de Antoine de Saint Exupéry; en 2009. En un principio, este texto fue traducido por otra persona pero, después de descubrir que no se trataba de una traducción del original, sino a partir del inglés, Simon Davies decidió volver a traducirlo desde el principio.
Entre 2013 y 2014, Simon Davies también tradujo Tra la miror, e lo cual Alisia trova a ultra.
En 2014, C. G. Boeree tradujo La trajedia de re Lear, de William Shakespeare, siendo la primera obra teatral traducida a lingua franca nova.
En 2018, Simon Davies tradujo Un studia en scarlata y el 29 de abril de 2019 acabó la traducción del primer libro de la Eneida.
Me canta armas e la om ci, de la costas de Troia, escluida par fortuna, ia veni la prima a Italia e la bordas Lavinian, multe lansada sur la teras e la profonda par la fortia de la altas, su la coleria memoriosa de Juno savaje; multe ance en gera el ia sufri, asta fundi un site e introdui dios a Latio, de do es la popla Latina, la padres de Alba Longa, e la murones de Roma alta.
El 22 de junio de 2019, Vicente Costalago tradujo el Evanjelio de San Marco, basándose para ello en las versiones en inglés y en español de la Biblia vaticana. Es el tercer texto completo de la Biblia traducido a este idioma, siendo la Segunda Epístola de San Juan el segundo, traducido por el mismo autor en 2008; y el Eclesiastés el primero, traducido por Dave MacLeod en 2006. Se han traducido fragmentos de otras partes de la Biblia, como partes de los Evangelios de San Lucas y de San Juan.
El 10 de noviembre de 2019, Vicente Costalago tradujo el primer capítulo de El Quijote y el 22 de febrero de 2020, acabó la traducción del Evanjelio de San Mateo.

### Literatura original
La mayor parte de la literatura en lingua franca nova es literatura traducida.
La literatura original está formada principalmente por poesía, siendo Guido Crufio el elefenista que más poesías originales ha escrito en este idioma. Cabe destacar sus poesías Lingua franca nova (un poesia) e Druid la dragon.
La primera novela original escrita en este idioma es La xerca per Pahoa, publicada en mayo de 2020 por Vicente Costalago. En ella, se narran las aventuras de Joan, que salió de su reino para buscar la espada Pahoa, con la cual podía demostrar que era el único heredero del reino de Lincuo. La segunda novela original, La marcia nonconoseda, del mismo autor, se publicó en febrero de 2022. Se trata del primer volumen de una serie titulada La Club de la Marcia.

### Literatura para niños

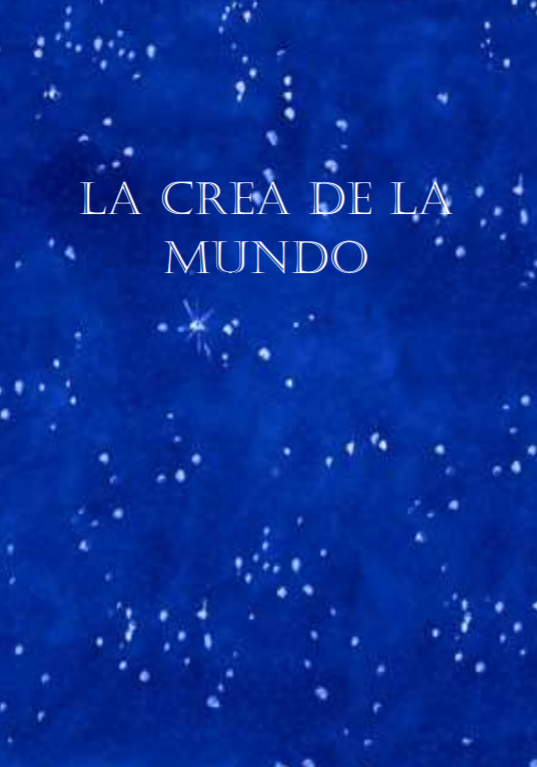
La crea de la mundo, un cuento para niños.

Aunque la literatura de esta lengua tiene pocos libros, existes varios para niños, entre los que se encuentran:
- Encontra la familia[10]
- Blancaneva
- Fables de Esopo
- Frate Jaco[34]
- Senerela[35]

En 2020, Vicente Costalago escribió varios libros para niños, como Naras per enfantes, con cuentos tradicionales; Nos conose la mundo, con una presentación sobre España; Ci es ci?, con biografías sobres personas famosas y un libro sobre animales.

### Otras obras
Otras obras, quizás no literarias, son la gramática, el diccionario del idioma y la revista Orizones Nova. También existe un diccionario de mitología clásica creado por Vicente Costalago y publicado en línea en mayo de 2019.
En 2006, C.G. Boeree empezó a traducir su libro La istoria de psicolojia, el cual acabó en 2019.
Otros libros de texto son Leteratur romanica e elefen publicado por Vicente Costalago en 2020 quien el 12 de marzo de 2020 también publicó Istoria de Europa y el 16 de marzo del mismo año publicó Cultur clasica. En 2024 publicó Istoria de Espania. Todos estos libros fueron revisados por Simon Davies.

## Ejemplos
El Padrenuestro:
Nos Padre, ce es en sielo:
Sante es tu nome. 
 Tu renia va veni. 
 Tu vole va es fada, 
 en sielo como en tera. 
Dona nos pan dial a nos. 
Pardona nos pecas 
como nos pardona los ci peca a nos.
 No condui nos a tentia, 
ma proteje nos de mal. 
La tu es la renia, la potia,
 e la gloria a tota tempo.